# Lenguas lolo-búrmicas
Las lenguas lolo-búrmicas o lolo-birmanas constituyen un grupo filogenético bien definido dentro de las lenguas sino-tibetanas.

## Clasificación lingüística

Distribución detallada de las lenguas lolo-búrmicas.

El lolo-búrmico es un grupo bien establecido ya que sobre la base de innovaciones compartidas por el grupo lolo y el grupo búrmico puede reconstruirse de manera precisa el proto-lolo-búrmico. Una innovación fonológica notable compartida por todas las lenguas del grupo es el desarrollo del tono 3. Todas las lenguas lolo-búrmicas nucleares muestran reflejos claros de este tono, por lo que puede reconstruirse con seguridad para la protolengua. Se ha especulado que el lolo-búrmico podría formar parte de un grupo más amplio, no caracterizado por la presencia de los reflejos tonales, pero esas propuestas son más inseguras.
Las lenguas lolo-búrmicas han estado siempre sometidas la influencia de otras lenguas vecinas. Por ejemplo en el proto-lolo-búrmico se aprecia la influencia de las lenguas mon-jemer, ya que el léxico reconstruido para dicha lengua muestra claramente préstamos del mon-jemer (como por ejemplo la palabra para 'comer').

## Comparación léxica
Los numerales en diferentes variedades lolo-búrmicas son:
| GLOSA | Búrmico   | Búrmico    | Búrmico | Búrmico  | Lolo (yi)  | Lolo (yi) | Lolo (yi) | Lolo (yi) | Lolo (yi) | Lolo (yi) | PROTO- LOLO-BURMA |
| GLOSA | Birmano   | Achang     | Zaiwa   | Rakhine  | Lahu       | Awu       | Muj Yi    | Akha      | Côông     | Lalo      | PROTO- LOLO-BURMA |
| ----- | --------- | ---------- | ------- | -------- | ---------- | --------- | --------- | --------- | --------- | --------- | ----------------- |
| '1'   | tiʔ4      | tɑ31       | la21    | tai      | te53       | tʰi21     | a21       | ti        | tem31     | tʰi²¹     | *tiʔ              |
| '2'   | n̥ɪʔ4      | sɿ55       | i55     | n̥ai      | ni53       | ni21      | ŋi21      | nji       | ŋim31     | ni²¹      | *ŋiʔ              |
| '3'   | tθʊ̃42     | suŋ31      | sum21   | θuŋ      | sɔ55       | si33      | so55      | sm        | sem55     | sa³³      | *sum              |
| '4'   | leː42     | mɛ31       | mji21   | lɛ       | ɔ53        | li33      | ɬi55      | ø         | ɯn31      | *ʔli³³    | *m-li             |
| '5'   | ŋaː42     | ŋɑ21       | ŋo21    |          | ŋa53       | ŋo21      | ŋa13      | ŋa        | ŋa31      | ŋa²¹      | *ŋa               |
| '6'   | tɕʰaʊʔ4   | 2 x 3      | kʰjuʔ55 | kʰɾau    | kʰɔ21      | tʂʰu̠21    | kʰɯ21     | ko        | kʰo31     | kʰo̠ᶫ      | *kʰɾjuʔ           |
| '7'   | kʰʊ̃2niʔ4  |            | ŋji̟t55  | kʰnɨnːai | sɿ31       | ʂi21      | ɕi21      | ʃi        | si31      | xɨ²¹      | *kʰ-nit~s-nit     |
| '8'   | ʃɪʔ4      | 2 x 4      | ʃit55   | ʃai      | xe35       | xi̠21      | xjɛ31     | jɛ        | ʑe31      | he̠ᶫ       | *xjɛt             |
| '9'   | koː42     |            | kaw21   | ko       | qɔ53       | kɯ33      | kɯ55      | ɣø        | kø31      | ko³³      | *kaw              |
| '10'  | tə̌2shɛː22 | tɑ31tʂʰɿ55 | tsʰe51  | θəʃɛ     | te53tsʰi33 | tsʰi33    | tsʰə21    | tse       | tɕʰe55    | tsʰe¹     | *(tə-)tsʰ(a)i     |